# Јулије Сатурнин
Јулије Сатурнин (лат. Iulius Saturninus, умро 280. године) био је римски узурпатор.
Рођен је у Галији и био је пријатељ цара Проба. Управо га је Проб поставио за управника Сирије око 279. године. 
Након што је Проб напустио Сирију и кренуо према Рајни 280. године, грађани Александрије, вршили су притисак на Сатурнина да прихвати царску титулу. Он је покушао да се извуче, отишао је у Палестину, али је тамо променио мишљење и 280. године прогласио се за цара. Међутим, Сатурнина су готово одмах убили његови сопствени војници.